# 下志比駅
下志比駅（しもしいえき）は、福井県吉田郡永平寺町谷口にある、えちぜん鉄道勝山永平寺線の駅である。駅番号はE13。

## 歴史
- 1951年（昭和26年）12月15日：京福電気鉄道（京福）越前本線の東古市駅（現在の永平寺口駅） - 光明寺駅間に駅開設[1][2][3][4]。
- 1975年（昭和50年）6月1日：駅業務を廃止、無人化（無人駅）[3][5]。
- 2001年（平成13年）6月24日：列車正面衝突事故が発生（京福電気鉄道越前本線列車衝突事故）[6]。これに伴う全線運行休止により休業[4][5]。
- 2003年（平成15年）
  - 2月1日：京福がえちぜん鉄道に駅施設を譲渡[4]。同社の勝山永平寺線の駅となる[3]。
  - 10月19日：永平寺口駅 - 勝山駅間の運行再開に伴い、営業再開[4]。

## 駅構造

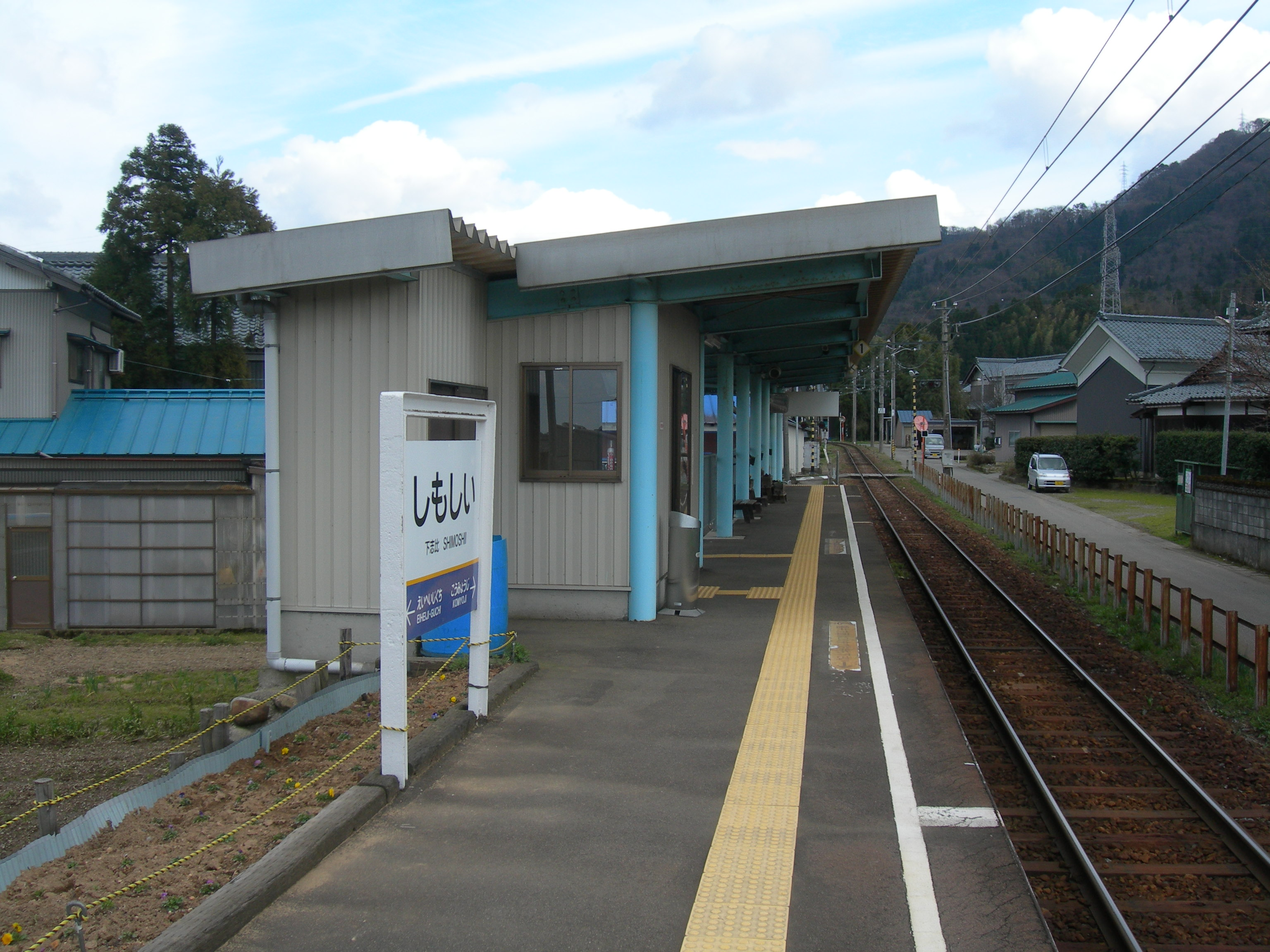
ホーム

単式ホーム1面1線を有する地上駅で無人駅である。ホーム上には待合室があり、ホーム両端に出入口が設けられている。そのうち、ホーム東側にはスロープもある。

## 利用状況
1日の平均乗降人員は以下のとおりである。
| 乗降人員推移 | 乗降人員推移 |
| 年度         | 1日平均人数  |
| ------------ | ------------ |
| 2011年       | 117          |
| 2012年       | 114          |
| 2013年       | 104          |
| 2014年       | 97           |
| 2015年       | 94           |
| 2016年       | 87           |
| 2017年       | 85           |
| 2018年       | 84           |

## 駅周辺
- 国道416号
- 志比郵便局
- 永平寺町立志比小学校
- 九頭竜川

## 隣の駅
えちぜん鉄道
■勝山永平寺線
□快速（上りのみ）
通過
■普通
永平寺口駅 (E12) - 下志比駅 (E13) - 光明寺駅 (E14)